# Voluntarios Irlandeses
Los Voluntarios Irlandeses (en inglés, Irish Volunteers, en irlandés, Óglaigh na hÉireann), también llamada Fuerza Voluntaria Irlandesa inclusive Ejército Voluntario Irlandes, fueron una organización paramilitar establecida por nacionalistas irlandeses en 1913 "para asegurar y mantener los derechos y libertades comunes a todas las personas de Irlanda", y para ayudar a instaurar la inminente Home Rule, así como para contrarrestar a los Voluntarios del Úlster. Los Voluntarios incluían miembros de la Liga Gaélica, la Antigua Orden de los Hibernianos y el Sinn Féin y, en secreto, la Hermandad Republicana Irlandesa (IRB). Aumentando rápidamente a una fuerza de casi 200.000 a mediados de 1914, se dividió en septiembre de ese año por el compromiso de John Redmond con el esfuerzo de guerra británico, con el grupo más pequeño conservando el nombre de "Voluntarios irlandeses".

## Formación
Los "Voluntarios Irlandeses" fueron creados en 1913 como respuesta a la creación por parte de los unionistas protestantes de la Fuerza de Voluntarios del Úlster en el noreste de la isla. Los "Voluntarios del Ulster" fueron creados por los protestantes con el objetivo de impedir la aprobación de la ley de autogobierno para Irlanda. Los católicos vieron este hecho como una forma de presión al gobierno británico en la dirección opuesta a sus intereses. Para contrarrestarlo, Eoin MacNeill publicó un artículo titulado The North Began defendiendo la creación de una fuerza nacionalista irlandesa. Michael Joseph O'Rahilly, más conocido como The O'Rahilly, animó a MacNeill a continuar con este proyecto, y el 11 de noviembre de ese mismo año, diez nacionalistas, entre los que se encontraban Patrick Pearse, Éamonn Ceannt y Sean MacDermott, planificaron la formación de los Voluntarios en una reunión efectuada en el hotel Wynn's de Dublín.

### Trasfondo
El gobierno autónomo de Irlanda dominó el debate político entre los dos países desde que el primer ministro William Ewart Gladstone presentó el primer proyecto de ley de gobierno autónomo en 1886, destinado a otorgar una medida de autogobierno y autonomía nacional a Irlanda, pero que fue rechazado por la Cámara de los Comunes. . El segundo proyecto de ley de autonomía, siete años después de haber sido aprobado por la Cámara de los Comunes, fue vetado por la Cámara de los Lores. Sería el tercer proyecto de ley de autonomía, introducido en 1912, que conduciría a la crisis en Irlanda entre la mayoría de la población nacionalista y los unionistas en el Úlster.
El 28 de septiembre de 1912 en el Ayuntamiento de Belfast poco más de 450,000 Unionistas firmaron el Pacto del Úlster para resistir la concesión de la autonomía. Esto fue seguido en enero de 1913 con la formación de los Voluntarios del Úlster compuestos por Unionistas adultos masculinos para oponerse a la aprobación y aplicación del proyecto de ley por la fuerza de las armas si fuera necesario. El establecimiento de los Voluntarios del Úlster fue (según Eoin MacNeill) instigado, aprobado y financiado por los conservadores ingleses con el otro partido británico importante, los liberales, y no se encontró "terriblemente angustiado por ese procedimiento".

### Iniciativa
La iniciativa de una serie de reuniones previas a la inauguración pública de los Voluntarios Irlandeses provino de la Hermandad Republicana Irlandesa (IRB por sus siglas en inglés). Bulmer Hobson, cofundador de los boy scouts republicanos, Fianna Éireann, y miembro de la Hermandad Republicana Irlandesa, creía que el IRB debería usar la formación de los Voluntarios del Úlster como una "excusa para tratar de persuadir al público a formar un Fuerza de voluntarios irlandeses". El IRB no podía moverse en la dirección de una fuerza voluntaria, ya que cualquier acción de este tipo por parte de los defensores conocidos de la fuerza física sería suprimida, a pesar del precedente establecido por los Voluntarios del Úlster. Por tanto, se limitaron a fomentar la opinión de que los nacionalistas también deberían organizar una fuerza voluntaria para la defensa de Irlanda. Luego, un pequeño comité comenzó a reunirse regularmente en Dublín a partir de julio de 1913, y observó el crecimiento de esta opinión. They refrained however from any action until the precedent of Úlster should have first been established while waiting for the lead to come from a "constitutional" quarter. Sin embargo, se abstuvieron de tomar cualquier medida hasta que se estableciera el precedente del Úlster mientras esperaban que la ventaja viniera de un sector "constitucional".
El IRB comenzó los preparativos para la organización abierta de los Voluntarios Irlandeses en enero de 1913. James Stritch, un miembro del IRB, hizo que los Forestales Nacionales Irlandeses construyeran una sala en la parte trasera de 41 Parnell Square en Dublín, que era la sede del Wolfe Tone Clubs. Anticipándose a la formación de los Voluntarios comenzaron a aprender ejercicios de pedaleo y movimientos militares. El ataque fue realizado por Stritch junto con miembros de Fianna Éireann. Comenzaron perforando un pequeño número de IRB asociados con la Asociación Atlética Gaélica de Dublín, dirigida por Harry Boland.
Michael Collins, junto con varios otros miembros del IRB, afirman que la formación de los Voluntarios Irlandeses no fue simplemente una "reacción instintiva" a los Voluntarios del Úlster, lo que a menudo se supone, sino que de hecho fue la "antigua Hermandad Republicana Irlandesa en plena vigencia". "

### "El Norte se Alza"
El IRB sabía que necesitarían una figura altamente considerada como un frente público que ocultara la realidad de su control. El IRB encontró en Eoin MacNeill, profesor de Historia Temprana y Medieval en el University College Dublin, el candidato ideal. Las credenciales académicas y la reputación de integridad y moderación política de McNeill tuvieron un atractivo generalizado
The O'Rahilly, editor asistente y gerente de circulación del periódico de la Liga Gaélica An Claidheamh Soluis, alentó a MacNeill a escribir un artículo para el primer número de una nueva serie de artículos para el periódico. O'Rahilly sugirió a MacNeill que debería ser sobre un tema más amplio que las meras búsquedas gaélicas. Fue esta sugerencia la que dio lugar al artículo titulado The North Began (o traducido como El Norte se Alza), dando a los voluntarios irlandeses sus orígenes públicos. El 1 de noviembre se publicó el artículo de MacNeill que sugería la formación de una fuerza de voluntarios irlandeses. MacNeill escribió:
No hay nada que impida a los otros veintiocho condados crear fuerzas ciudadanas para mantener a Irlanda "por el Imperio". Fue precisamente con este objeto que se inscribieron los Voluntarios de 1782, que se convirtieron en el instrumento para establecer el autogobierno irlandés.
Después de la publicación del artículo, Hobson le pidió a The O'Rahilly que viera a MacNeill, para sugerirle que se debería convocar una conferencia para hacer arreglos para comenzar públicamente el nuevo movimiento. por sindicalistas del Úlster". MacNeill no estaba al tanto de la planificación detallada que se estaba llevando a cabo en segundo plano, pero estaba al tanto de las inclinaciones políticas de Hobson.  Sabía el propósito de por qué había sido elegido, pero estaba decidido a no ser un títere.

### Asalto
Con MacNeill dispuesto a participar, O'Rahilly y Hobson enviaron invitaciones para la primera reunión en Wynn's Hotel en Abbey Street, Dublín, el 11 de noviembre. Hobson himself did not attend this meeting, believing his standing as an "extreme nationalist" might prove problematical. El propio Hobson no asistió a esta reunión, creyendo que su posición como "nacionalista extremo" podría resultar problemática. El IRB, sin embargo, estuvo bien representado, entre otros, por Seán Mac Diarmada y Éamonn Ceannt, quienes resultaron ser sustancialmente más extremos que Hobson. Pronto seguirían varias otras reuniones, ya que prominentes nacionalistas planificaron la formación de los Voluntarios, bajo el liderazgo de MacNeill. Mientras tanto, los líderes sindicales de Dublín comenzaron a pedir el establecimiento de una fuerza de defensa ciudadana tras el cierre del 19 de agosto de 1913.  Así se formó el Ejército de Ciudadanos Irlandeses, dirigido por James Larkin y James Connolly, que, aunque tenía objetivos similares, en este momento no tenía ninguna conexión con los Voluntarios Irlandeses (que más tarde fueron aliados en el Levantamiento de Pascua).
La organización de voluntarios se lanzó públicamente el 25 de noviembre, con su primera reunión pública y concentración de inscripción en la Rotonda de Dublín. El IRB organizó esta reunión a la que fueron invitadas todas las partes, y trajo 5000 espacios en blanco de alistamiento para distribuirlos y entregarlos en libros de cien cada uno a cada uno de los delegados. Cada uno de los mayordomos y funcionarios llevaban en la solapa un pequeño lazo de seda cuyo centro era blanco, mientras que de un lado era verde y del otro naranja, y durante mucho tiempo se reconocía como los colores que la Hermandad Republicana Irlandesa había adoptado como la bandera nacional irlandesa. La sala se llenó hasta su capacidad para 4000 personas, y otras 3000 se derramaron en los terrenos exteriores. Los oradores en el mitin incluyeron a MacNeill, Patrick Pearse y Michael Davitt, hijo del fundador de Land League del mismo nombre. En el transcurso de los meses siguientes, el movimiento se extendió por todo el país, y miles más se unieron cada semana.

## Primera aparición pública
La primera reunión pública de los Voluntarios se efectuó el 25 de noviembre de 1913 en Rotunda, Dublín. La reunión, que era una llamada pública para el alistamiento a la organización, fue un éxito rotundo ya que se presentaron 4.000 personas capacitadas, más 3.000 que no fueron aceptadas. Debido a este éxito, durante las semanas siguientes se realizaron nuevos encuentros por toda la geografía irlandesa.
Pese a que MacNeill no era miembro de la "Hermandad Republicana Irlandesa" (Irish Republican Brotherhood, IRB), ésta ejercía una fuerte influencia sobre los líderes de los Voluntarios. John Redmond, líder del Partido Parlamentario Irlandés, reclamó que los Voluntarios aceptasen sus propios asesores dentro del Comité Provisional para tener así el control efectivo sobre la organización. Los miembros más moderados no eran partidarios de la propuesta, mientras que los radicales la veían como una oportunidad de evitar que el popular Redmond organizara su propia organización. La IRB era contraria, ya que de esta forma perdía el control sobre los Voluntarios, pero no fue capaz de evitarlo.

## El armamento
El Parlamento británico prohibió la importación de armas a la isla poco después de la creación de la organización. Sin embargo, los Voluntarios del Ulster fueron capaces de armarse, y los católicos pensaron que sin armas no podrían constituirse como una fuerza de peso e influyente. Muchos comentarios de la época afirmaban que los unionistas se estaban armando para desafiar al gobierno británico, a lo que Patrick Pearse replicó que "un orangista con un arma no es tan divertido como un nacionalista sin una". Finalmente los nacionalistas lograron comprar armas en Alemania y O'Rahilly, Sir Roger Casement, y Bulmer Hobson coordinaron una marcha armada hacia el puerto de Howth, al norte de Dublín. En la playa, Robert Erskine Childers logró proporcionar unos 1000 rifles, que fueron inmediatamente distribuidos entre los voluntarios católicos. Las autoridades no interfirieron en la recepción y reparto de las armas, pero de regreso a Dublín, los voluntarios se encontraron con una numerosa patrulla de la Policía Metropolitana de Dublín y del Ejército Británico, aunque escaparon sin entregar ningún arma. Sin embargo, cuando el ejército regresó a la capital se produjo un incidente con algunos civiles que protestaban, a los que dispararon. Este incidente provocó que un gran número de personas se alistaran a la organización de Voluntarios. Una semana más tarde, Sir Thomas Myles entregaba en Kilcoole el resto de las armas compradas.

## John Redmond y el partido parlamentario irlandés
Si bien el IRB jugó un papel decisivo en el establecimiento de los Voluntarios, nunca pudieron obtener el control completo de la organización. Esto se agravó después de que John Redmond, líder del Partido Parlamentario Irlandés, se interesara activamente. Aunque algunos partidarios bien conocidos de Redmond se habían unido a los Voluntarios, la actitud de Redmond y el Partido era en gran parte de oposición, aunque para el verano de 1914, estaba claro que el IPP necesitaba controlar a los Voluntarios si no iban a ser una amenaza para los su autoridad. La mayoría de los voluntarios, como la nación en su conjunto, eran partidarios de Redmond (aunque esto no era necesariamente cierto para el liderazgo de la organización), y, armado con este conocimiento, Redmond buscó la influencia del IPP, si no el control absoluto de la organización. Voluntarios. Las negociaciones entre MacNeil y Redmond sobre el futuro papel de este último continuaron sin conclusiones durante varias semanas, hasta que el 9 de junio Redmond emitió un ultimátum, a través de la prensa, exigiendo que el Comité Provisional cooptara a veinticinco candidatos del IPP. Con varios miembros del IPP y sus partidarios en el comité, esto les daría una mayoría de escaños y un control efectivo.
A los miembros más moderados del Comité Provisional de Voluntarios no les gustó la idea, ni la forma en que se presentó, pero estaban en gran medida preparados para aceptarla para evitar que Redmond formara una organización rival, lo que les quitaría la mayor parte de su apoyo. El IRB se opuso completamente a las demandas de Redmond, ya que esto acabaría con cualquier posibilidad que tuvieran de controlar a los Voluntarios. Hobson, quien sirvió simultáneamente en roles de liderazgo tanto en el IRB como en los Voluntarios, fue uno de los pocos miembros del IRB que se sometió a regañadientes a las demandas de Redmond, lo que llevó a una pelea con los líderes del IRB, en particular con Tom Clarke. Al final, el Comité aceptó las demandas de Redmond, por un voto de 18 a 9, la mayoría de los votos en contra de los miembros del IRB.
Los nuevos miembros del comité del IPP incluían al parlamentario Joseph Devlin y al hijo de Redmond, William, pero en su mayoría estaban compuestos por figuras insignificantes, que se cree que fueron nombradas como recompensa por la lealtad al partido. A pesar de su número, nunca pudieron ejercer control sobre la organización, que en gran parte permaneció con sus oficiales anteriores. Las finanzas permanecieron totalmente en manos del tesorero, The O'Rahilly, su asistente, Éamonn Ceannt, y el propio MacNeill, quien retuvo su puesto como presidente, disminuyendo aún más la influencia del IPP.

## La escisión
El estallido de la Primera Guerra Mundial en agosto de 1914 provocó una importante escisión dentro de la organización. Puesto que la Home Rule estaba próxima a aprobarse, John Redmond animó a los Voluntarios Irlandeses a dar apoyo a los aliados contra las Potencias Centrales. Su propuesta fue crear una Brigada Irlandesa con los Voluntarios, y que se uniera al Ejército Británico. Los fundadores de la organización se opusieron a esta medida, pero en contra de sus deseos la mayoría se unieron al ejército británico. Estos voluntarios pasaron a llamarse Voluntarios Nacionales, combatiendo integrados en la 16. División Irlandesa junto a otros voluntarios de la isla y desapareciendo como organización. Sin embargo, los comandantes de la división no fueron irlandeses, sino ingleses.
Sólo una minoría pensaba que los esfuerzos debían centrarse en liberar su propia nación, y estos mantuvieron el nombre original. MacNeill pasó a liderar la organización que abogó por la neutralidad de Irlanda en el conflicto internacional. El número de Voluntarios Nacionales era de unos 175.000, mientras que el de los Voluntarios irlandeses era de unos 13.500. La escisión permitió al IRB hacerse nuevamente con el control de la organización.
Tras la escisión, los Voluntarios Irlandeses fueron frecuente y erróneamente llamados "Voluntarios del Sinn Féin", o simplemente "Shinners", tomando el nombre de la organización política creada por Arthur Griffith. El término pasó a ser despectivo, pero llegó a ser omnipresente en Irlanda. Aunque algunos miembros de los Voluntarios también pertenecían al Sinn Féin, ambas organizaciones no tenían conexión entre ellas, al menos oficialmente. La postura tomada por los Voluntarios no fue siempre popular, y ejemplo claro de ello fueron los incidentes ocurridos en Limerick, el domingo de Pentecostés de 1915, cuando una marcha de un millar de hombres liderada por Pearse fue recibida con lanzamiento de desechos y basura por parte de una multitud.

## El Alzamiento de Pascua de 1916

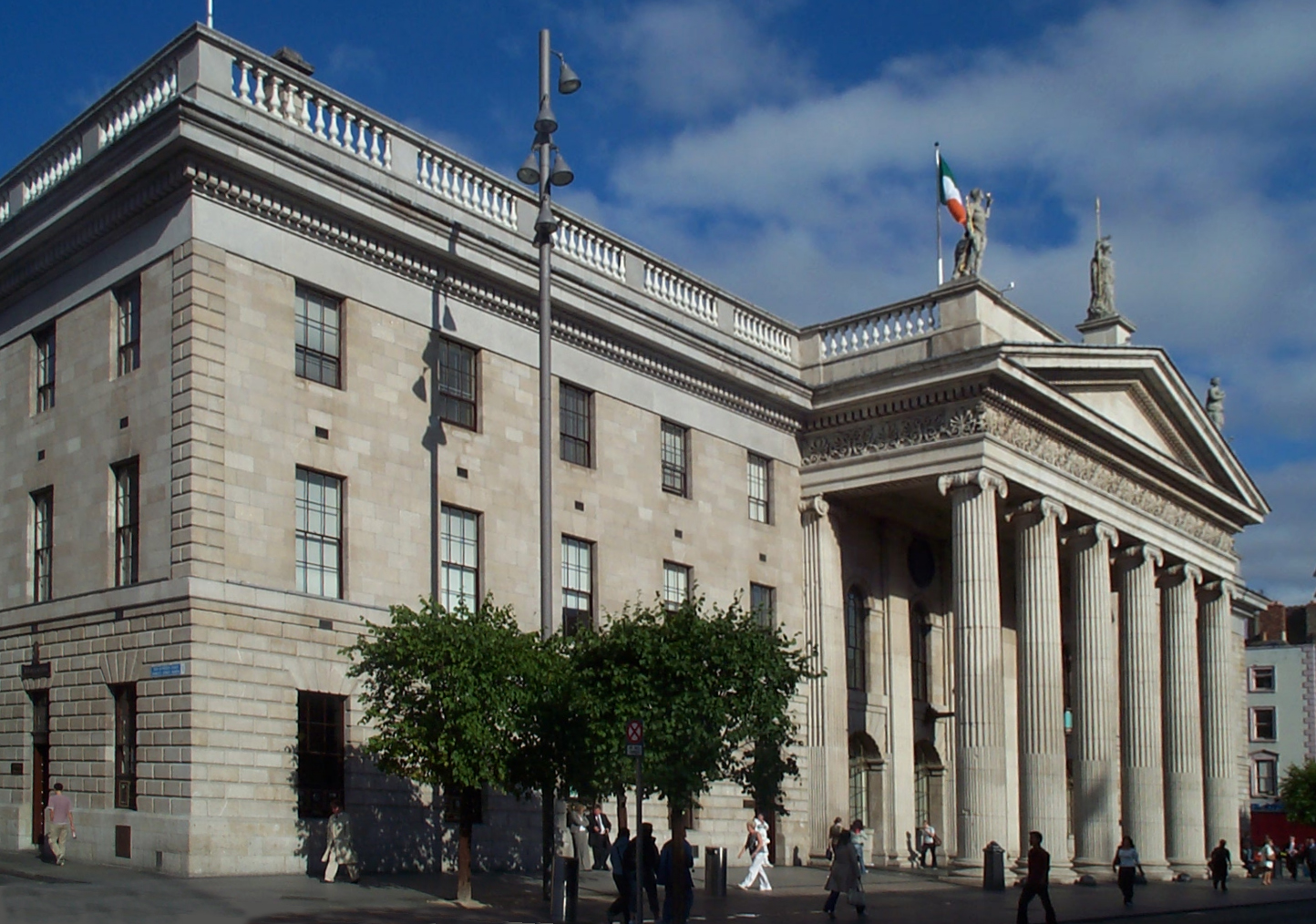
La Oficina General de Correos fue el lugar central de la rebelión.

Los Voluntarios tuvieron un destacado protagonismo en los sucesos ocurridos en el Alzamiento de Pascua de 1916. La postura oficial de los Voluntarios liderados por MacNeill era la de no emplear la fuerza a menos que las autoridades británicas del Castillo de Dublín intentaran desarmar a la organización, arrestar a sus líderes o introducir la conscripción en Irlanda. Sin embargo tanto el IRB como los Voluntarios Irlandeses bajo su influencia vieron la participación del Reino Unido en la Primera Guerra Mundial como una oportunidad de lograr la independencia de la isla. Cuando los miembros del Ejército Ciudadano Irlandés (Irish Citizen Army, ICA) planearon actuar por su cuenta y empezar la rebelión, el IRB, que controlaba los Voluntarios, consiguió disuadirlos y organizar la rebelión para la Semana Santa, esperando que MacNeill se uniera a la rebelión cuando esta fuese ya un hecho consumado.
La rebelión debía organizarse empleando como tapadera tres días de desfiles y maniobras ordenadas por Pearse, para estallar finalmente el Domingo de Resurrección. MacNeill estaba en contra de cualquier uso de la fuerza y al percatarse de la situación logró parar los desfiles, aunque no pudo evitar que la rebelión se produjese finalmente el Lunes de Pascua. El haber retrasado la rebelión un día, hizo que tan sólo 1000 hombres participaran en ella en Dublín y entre 2.000 y 3.000 en el resto de Irlanda.
El alzamiento terminó en un fracaso rotundo y muchos miembros de los Voluntarios Irlandeses fueron detenidos, aun cuando muchos de ellos no participaron en los hechos, y algunos de sus líderes fueron fusilados. Los fusilamientos provocaron un cambio de la percepción que tenía la sociedad irlandesa de los rebeldes. Los líderes supervivientes empezaron a integrarse en el partido moderado y monárquico del Sinn Féin, que abogaba por una monarquía dual angloirlandesa. El Sinn Féin había sido acusado por gobierno británico de haber participado en los hechos, aun cuando no había sido así. Finalmente los Voluntarios acabaron convirtiéndose en el Ejército Republicano Irlandés (Irish Republican Army, I.R.A.) en 1919, y juraron obediencia al primer Dáil Éireann en agosto de 1920.